# Свети Николай (Чуковац)
„Свети Николай“ (на сръбски: Храм Св. оца Николаја) е православна църква във вранското село Чуковац, югоизточната част на Сърбия. Част е от Вранската епархия на Сръбската православна църква.
Църквата е построена в началото на XX век на основите на средновековна църква и е осветена в 1906 година от епископ Никанор Нишки. Строежът е с доброволни дарения от селяните, с труда на Янче Стаменкович и ктитора Стоян Величкович, а майстори са Зафир и Милан Стошич от Чуковац. Над западния вход има надпис „Во имја Оца и Сина и Светога Духа Храм овај Светог Оца Николаја обновљен је на темељу старе задужбине из славног доба Немањића за владе Њ. в. Краља Србије Петра Првог храм подигнут добровољним прилозима од побожних хришћана села Ћуковца трудом Јанча Стаменковића тутор Стојан Величковић храм је освећен од Његовог Преосвештенства епископа Нишког Никанора 25. августа 1906. године свештеник цркве Арса Поповић озидаше Зафир и Милан Стошић.“ Източно от храма има нова камбанария.
На иконостаса има 45 икони, рисувани между 1860 и 1870 година. Интересни и ценни са царските двери с Благовещение Богородично, цар Давид, цар Соломон, Свети Аполоний, Свети Пророк Исая, Свети премъдри Аристотел и Свети Сибила. Има и целувателни икони на Трима Светители, Възкресение Лазарово и Свети Пантелеймон. Иконите са дело на галичкия майстор Теофан Буджароски.